# مارول کامیکس
شرکت جهان‌گستر ماروِل (به انگلیسی: Marvel Worldwide, Inc.)، که معمولاً به نام مارول کامیکس (به انگلیسی: Marvel Comics) شناخته می‌شود و پیش‌تر به شرکت انتشاراتی «تایملی» نامدار بود، در سال ۱۹۳۹ میلادی برپا گردید. مارول یک انتشارات آمریکایی است که کتاب کمیک پخش می‌کند. همچنین درباره این کتاب‌ها، در سینما و سیما و بازی و… هم محصولاتی عرضه می‌کند. در سال ۲۰۰۹ شرکت والت دیزنی به بهای ۴٫۲۴ میلیارد دلار، مارول اینترتینمنت (شرکت مادر مارول کامیکس) را تصاحب کرد.

## ابرقهرمانانوابرشروران
از نامدارترین ابرقهرمانان مارول می‌توان به: مرد آهنی، ثور، کاپیتان آمریکا، بیوه سیاه، هاکای، هالک، مرد عنکبوتی، کاپیتان مارول، مرد مورچه‌ای، دکتر استرنج، دردویل، نیک فیوری، اسکارلت ویچ، ویژن، محافظین کهکشان، واسپ، باکی بارنز، فالکون، ماشین جنگ، بلک پننر، چهار شگفت‌انگیز (آقای شگفت‌انگیز،زن نامرئی،تینگ،مشعل انسانی)، هالک-دخت، کامالا خان، جاودانگان، شانگ چی، اودین آلفادر، والکیری، مرد عنکبوتی نهایی، گوئن عنکبوتی، سیلک، سایکلاپس، اما فراست، روگ، گمبیت، پروفسور ایکس،جین گری ، استروم، مَستر من،کوئیک سیلور، لوک کیج، اسپایدر وومن، بلک بولت، مدوسا و ضدقهرمانان به ولورین، ددپول، پانشیر، مگنیتو، ونوم، هاوارد اردکه، ، شوالیه ماه، گوست رایدر، بلید،گربه سیاه ،لوکی، موج سوار نقره ای، موربیوس و گوئن پول و نامدار ترین ابرشروران مارول دکتر دووم، تانوس، کنال، گرین گابلین، اولتران، دکتر اختاپوس، ماندارین، دورمامو، گالاکتوس، جمجمه سرخ، کینگ پین، میستریو، سیبرتوث،اپوکالیپس ،کریون شکارچی ،کارنیج و کنگ فاتح هستند. همچنین گروه های ابرقهرمانی از جمله انتقام جویان، مردان ایکس، نگهبانان کهکشان، مدافعان ، چهار شگفت انگیز ، ناانسان ها، ایلومیناتی و گروه های ابرشرور از جمله شش شرور و انجمن اخوت میوتانت های پلید اشاره کرد. و گروه ضد قهرمان تاندربولتز.رخدادهای کمیک مارول که با نام «دنیای مارول» (MU) شناخته می‌شود اکثراً تخیلی هستند و در شهرهای واقعی مانند نیویورک، واشینگتن دی سی، لس آنجلس، شیکاگو و… می‌گذرند البته مکان‌های دیگر در کیهان مانند ازگارد و نوا و… نیز رخ می‌دهند. همچنین جهان سینمایی مارول کامیکس تحت عنوان (MCU) نیز شناخته می‌شود.